# Omar Sarbout
Omar Sarbout (arab. عمر سربوت, ur. 3 kwietnia 1989 w Churibce) – marokański piłkarz, grający jako prawy obrońca.

## Klub

### Olympique Khouribga
Karierę piłkarską zaczynał w Olympique Khouribga.
W sezonie 2011/2012 (pierwszym dostępnym na stronie Transfermarkt) zagrał 9 spotkań.
W kolejnym sezonie wystąpił w 16 spotkaniach.
W sezonie 2013/2014 zagrał 13 meczów i strzelił jednego gola.
Podczas zimowej rundy sezonu 2014/2015 Sarbout zagrał 8 meczów.

### Wydad Casablanca
17 grudnia 2014 roku przeniósł się do Wydad Casablanca. W tym klubie Sarbout zadebiutował 4 stycznia 2015 roku w meczu przeciwko Olympique Khouribga (0:0). Na boisku pojawił się w 64. minucie, zastępując Abdellatifa Noussira. Łącznie w zespole z Casablanki zagrał 2 spotkania i w sezonie 2014/2015 pomógł zdobyć mistrzostwo Maroka.

#### Wypożyczenie
Od 5 sierpnia 2016 roku do 30 czerwca 2017 roku był wypożyczony do JS de Kasba Tadla.

### Powrót do Olympique
24 stycznia 2018 roku, po półrocznym okresie szukania klubu, wrócił do Olympique Khouribga. Ponownie w tym klubie zadebiutował dopiero 27 marca 2019 roku w meczu przeciwko Youssoufia Berrechid (1:1). Został zmieniony w 89. minucie meczu. Po powrocie łącznie zagrał 7 meczów i strzelił jedną bramkę.

### Raja Beni Mellal
7 sierpnia 2019 roku przeniósł się do Raja Beni Mellal. W tym zespole zadebiutował 22 września 2019 roku w meczu przeciwko Moghreb Tétouan (porażka 0:2). Zagrał całą pierwszą połowę. Łącznie zagrał jeden mecz.

### Union Sidi Kacem
25 stycznia 2021 roku, po roku bez grania w piłkę, dołączył do Union Sidi Kacem. Następnie zakończył karierę.